# Catalogus plantarum horti botanici monspeliensis
Catalogus plantarum horti botanici monspeliensis (abreviado Cat. Pl. Horti Monsp.) es un libro ilustrado con descripciones botánicas que fue escrito por el briólogo, botánico, micólogo, pteridólogo suizo Augustin Pyrame de Candolle. Fue publicado en el año 1813.